# 深海悟
深海 悟（ふかみ さとる）は、日本の情報工学者。大阪工業大学名誉教授。工学博士（大阪大学）。ICPC国際大学対抗プログラミングコンテスト2014組織委員。技術研究組合国際ファジィ工学研究所(LIFE)第2研究室意思決定支援システム元プロジェクトメンバー。情報処理学会関西支部協賛第9回公開シンポジウム「人文科学とデータベース」2003実行委員長。
専門は、ソフトウェア工学・プログラミング （特にC）、データベース、知能情報学・ファジィ情報処理。

## 略歴
1977年大阪大学基礎工学部情報工学科卒業。1979年同大学大学院基礎工学研究科物理系情報工学専攻修士課程修了。1989年工学博士（大阪大学）。NTTデータ通信（現: NTTデータ）技術開発本部情報科学研究所にて、ソフトウェア工学の研究に従事。1996年大阪工業大学情報科学部情報システム学科教授。その後、同学科長。2021年同大学名誉教授。
情報科学部初期から約25年の長きに渡り教鞭を執り、主にソフトウェア工学の研究育成に貢献した。
主な所属学会は、日本ソフトウェア科学会、情報処理学会、日本ファジィ学会、電子情報通信学会、IEEEなど。主な著書は、新世代工学シリーズ プログラミング言語（共著、オーム社2000、学術書）、ファジィ・データベースと情報検索（共著、日刊工業新聞社1993、学術書）。

## 主な研究
- ソフトウェア開発プロセス向上に関する研究
- モデル検査を用いたC言語プログラムの不具合修正ツールの開発[9][10]
- 人工知能的な意思決定支援システムにおけるファジィ評価と決定
- 情報検索モデルに関する研究
- ファジィ・データベースモデルに関する研究

指導する大阪工業大学情報科学部・情報科学研究科の学生が、中国最大規模のプログラミング競技会「藍橋（ランチアオ）カップ」日本大会2019で「C/C++プログラミングコンテスト」特等賞、一等賞をそれぞれ受賞し、2019年日本国内ランキング1位を獲得している。